# OkCupid
OkCupidは多肢選択法やクイズ機能などを活用しているソーシャル・ネットワーキング・サービス及び出会い系サイトである。2007年にタイム (雑誌)の出会い系サイトトップ10に選ばれた。
異性愛者と同性愛者が利用に対応しており、2010年9月時点で350万人のアクティブユーザーを計上した。Compete.com調べでは、2011年2月には130万人の新規訪問者を集めている。
インスタントメッセンジャーやメールなどの機能をサポートしており、利用者はチャットを通じて他の利用者と連絡ができる。有料会員は全機能を広告表示なしで使用できる他、公開プロフィールが検索上位に位置される。
利用者の質問への回答などの入力データにより、重要視する属性項目や相性などがアルゴリズムにより計算され恋人候補者が表示される。質問の回答は利用者が任意に公開できる。